# Derbenti járás
A Derbenti járás (oroszul: Дербентский район) Oroszország egyik járása Dagesztánban. Székhelye Derbent.

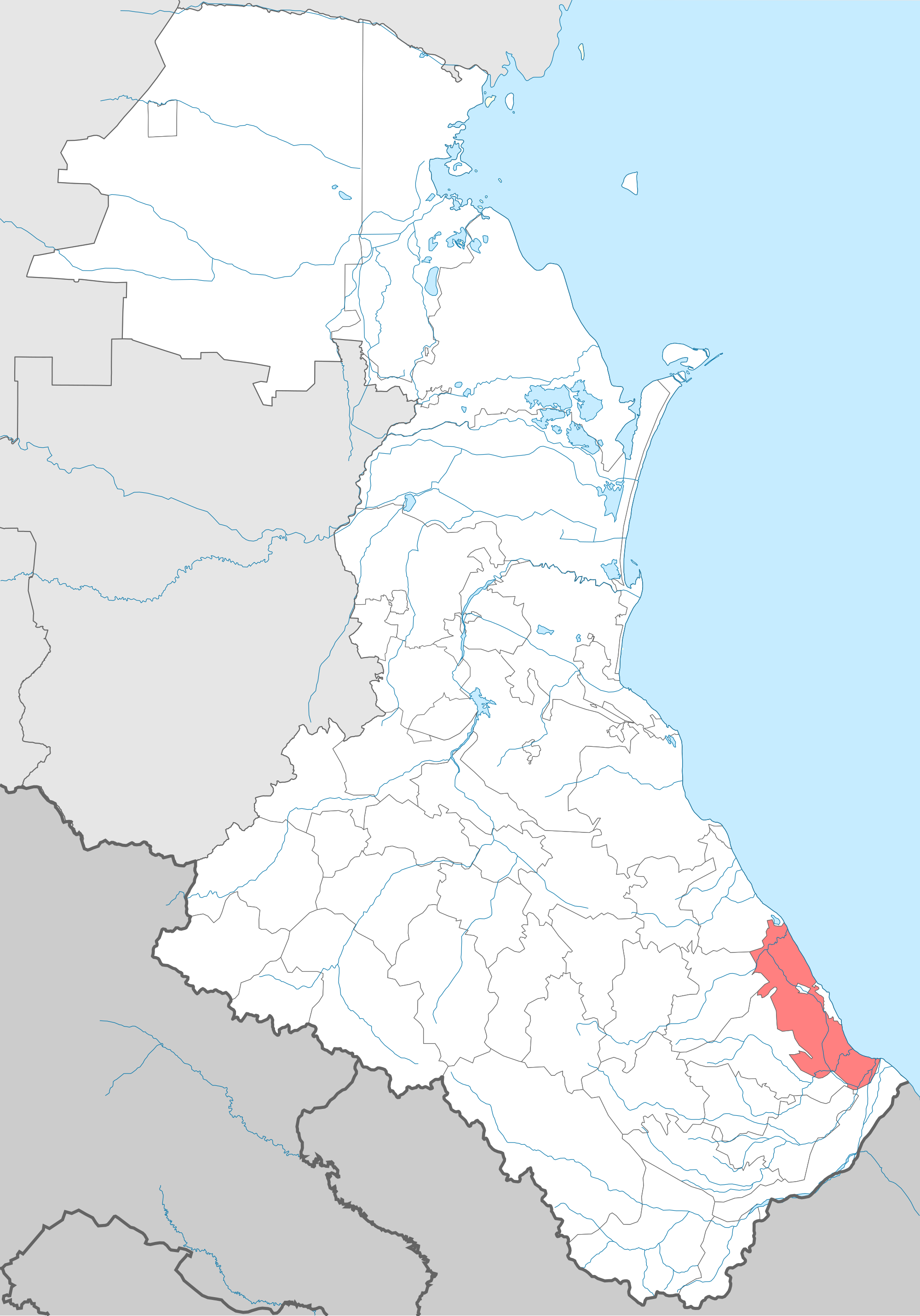
A Derbenti járás Dagesztánban

## Népesség
- 1989-ben 63 797 lakosa volt, melyből 28 481 azeri (44,6%), 16 080 lezg (25,2%), 8 496 tabaszaran (13,3%), 6 507 dargin (10,2%), 1 473 agul (2,3%), 665 orosz, 507 kumik, 421 lak, 313 rutul, 156 avar, 11 csecsen, 10 nogaj, 3 cahur.
- 2002-ben 86 494 lakosa volt, melyből 50 247 azeri (58,1%), 16 278 lezg (18,8%), 9 229 tabaszaran (10,7%), 6 828 dargin (7,9%), 1 848 agul (2,1%), 651 orosz, 384 kumik, 365 rutul, 272 lak, 74 avar, 5 nogaj, 4 csecsen, 2 cahur.
- 2010-ben 99 054 lakosa volt, melyből 57 476 azeri (58%), 18 626 lezg (18,8%), 10 742 tabaszaran (10,9%), 7 786 dargin (7,9%), 2 168 agul (2,2%), 458 orosz, 406 kumik, 393 rutul, 193 lak, 77 avar, 11 csecsen, 3 nogaj.